# 角島大橋
角島大橋是位於日本山口縣下關市豐北町神田地區和角島之間，跨越海士瀨戶的橋梁，為山口縣道276號角島神田線的一部分；橋上最高限速為40公里每小時，當風勢過大時會禁止一般車輛通行。
大橋位於北長門海岸國定公園的範圍內，在興建時考慮到與周邊景觀及生態環境的配合，除了控制橋梁本身的高度，路線也特地不採用傳統穿過中間小島的做法，而是繞過鳩島從一旁經過，獲得相當高的評價，在2003年獲得「土木學會設計獎2003」的優秀獎。
由於角島大橋經過的這片海域的海床上有許多細碎貝殼形成的砂灘，清澈的海水在陽光的照射下會形成翠綠色，在通車後吸引包括四日間的奇蹟、HERO特別篇等許多電視劇和汽車商的電視廣告到此取景拍攝，也逐漸成為熱門的觀光景點，現在在靠豐北町神田地區一側設有海士瀨公園及角島大橋展望台，在角島一側設有瀨崎陽公園，每年約有90萬旅客到此。

## 歷史
過去角島與日本本土之間主要依賴渡輪往返，為了興建橋梁，於1991年開始進行海上的地質調查，1992年完成設計，1993年開始興建，花費149億日圓，歷經七年後，於2000年11月3日通車啟用。
在完工通車之初曾是當時日本全國長度最長的不收通行費跨海大橋，不過在2005年已被位於沖繩縣全長1,960公尺的古宇利大橋超過。

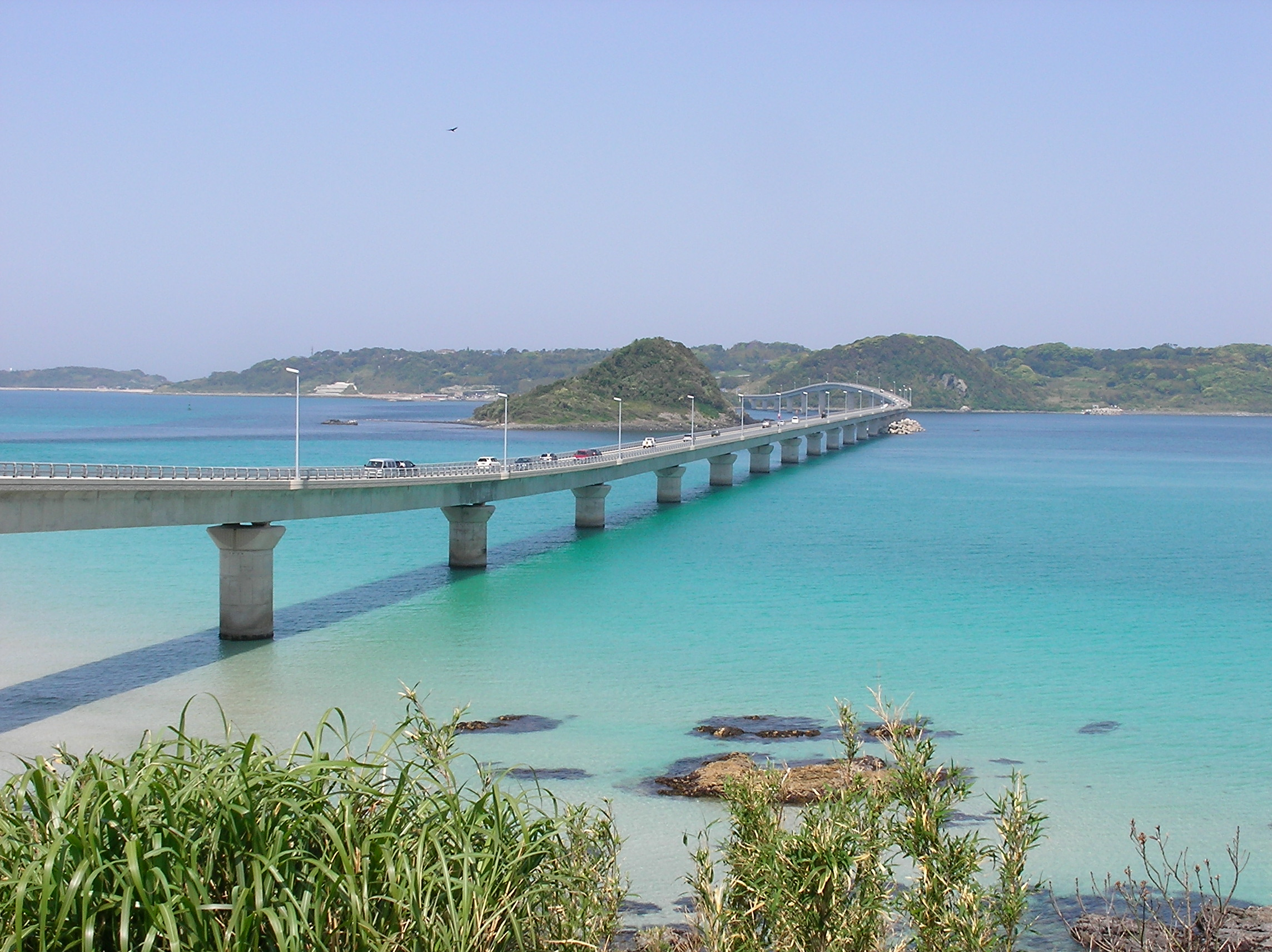
自豐北町神田地區看到的角島大橋
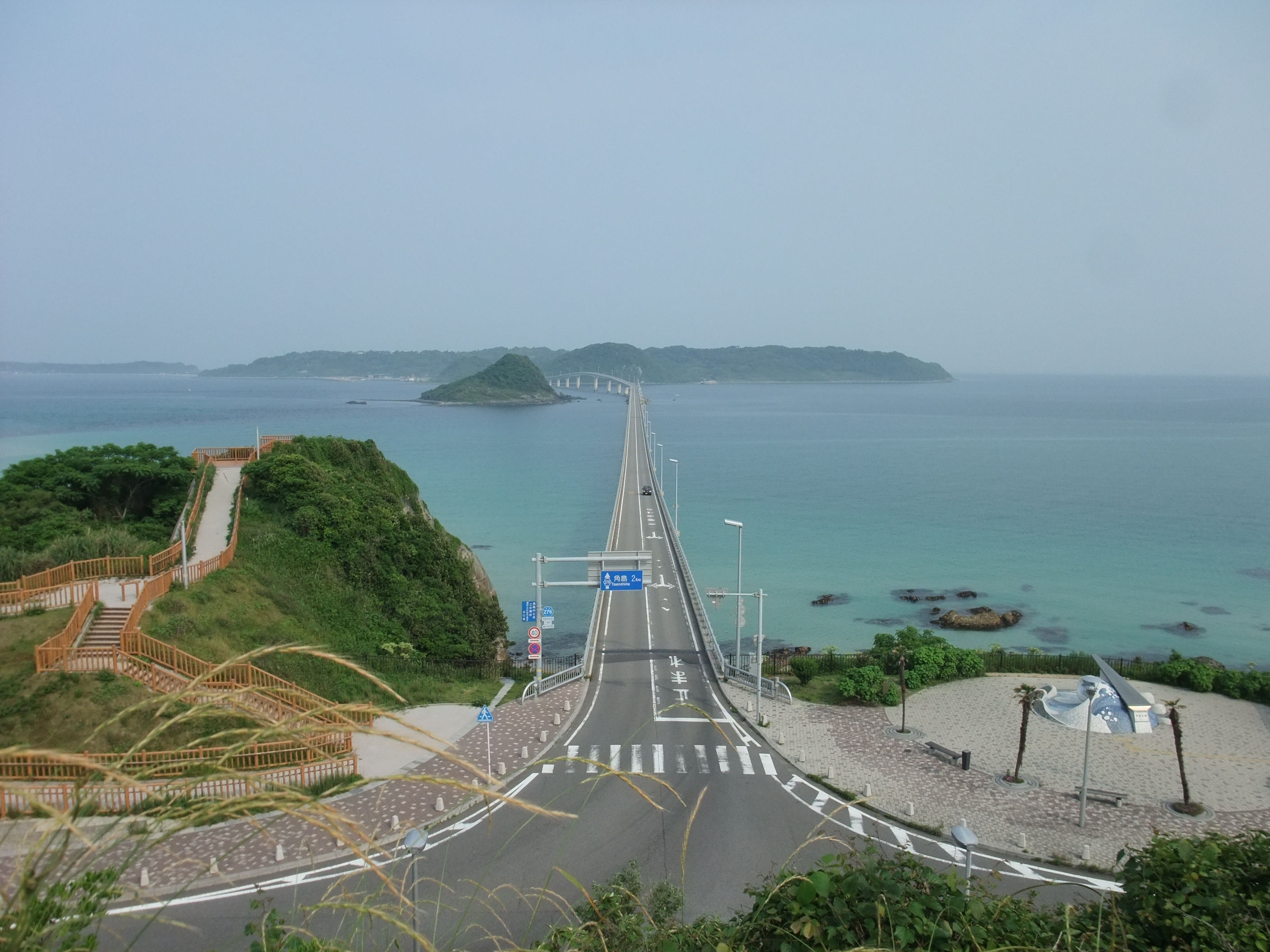
自豐北町神田地區看到的角島大橋
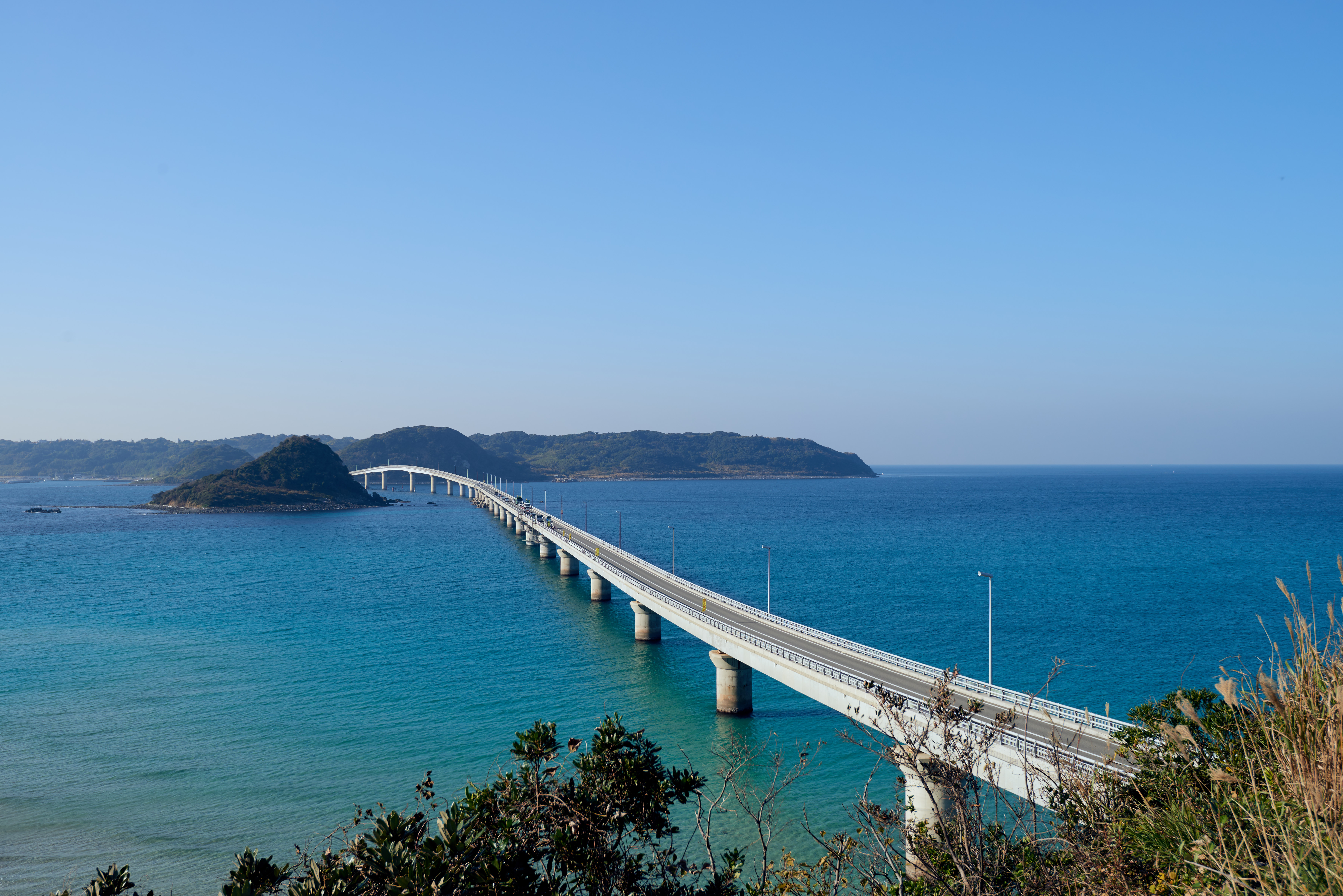
自豐北町神田地區看到的角島大橋
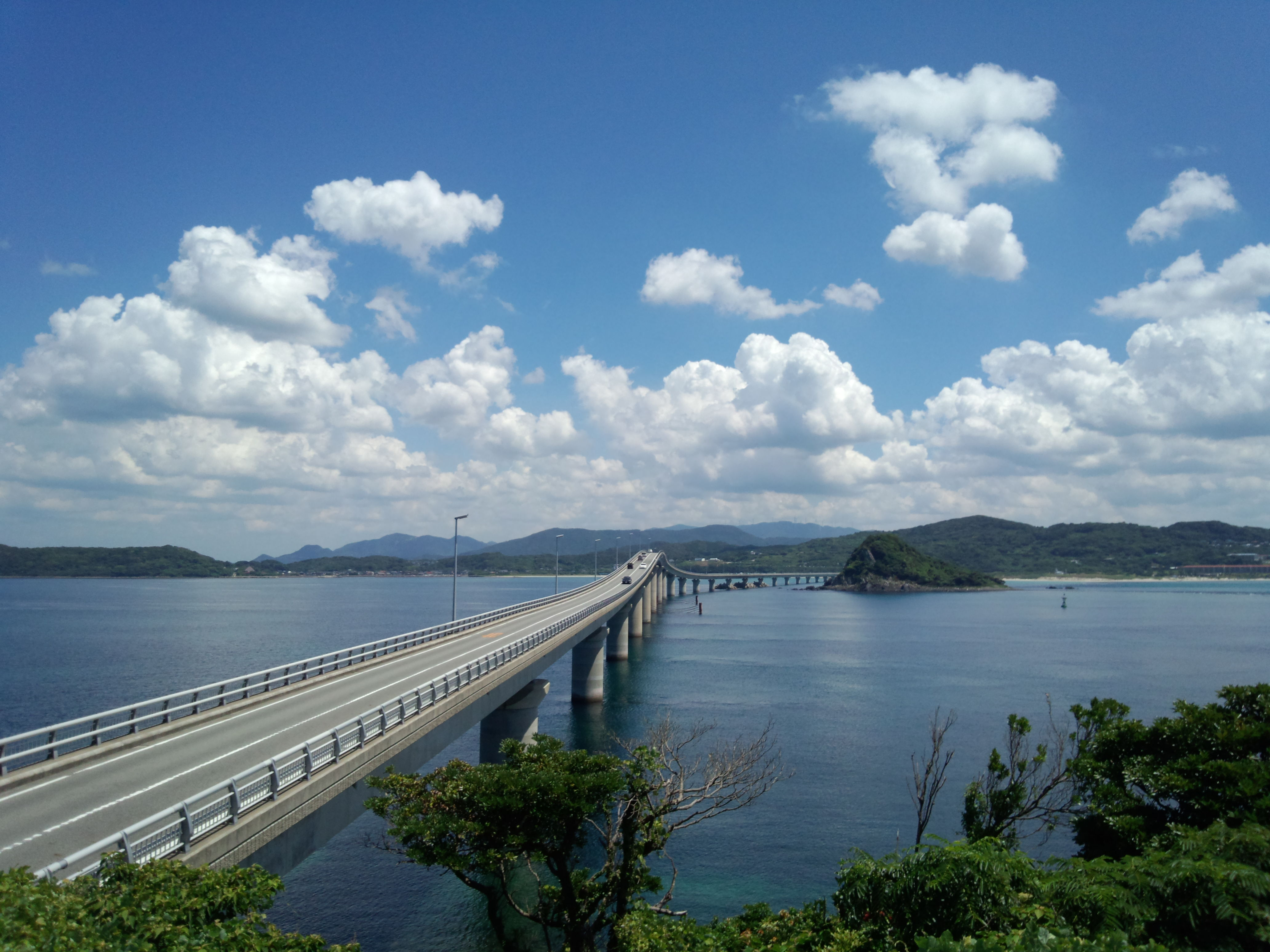
自角島看到的角島大橋
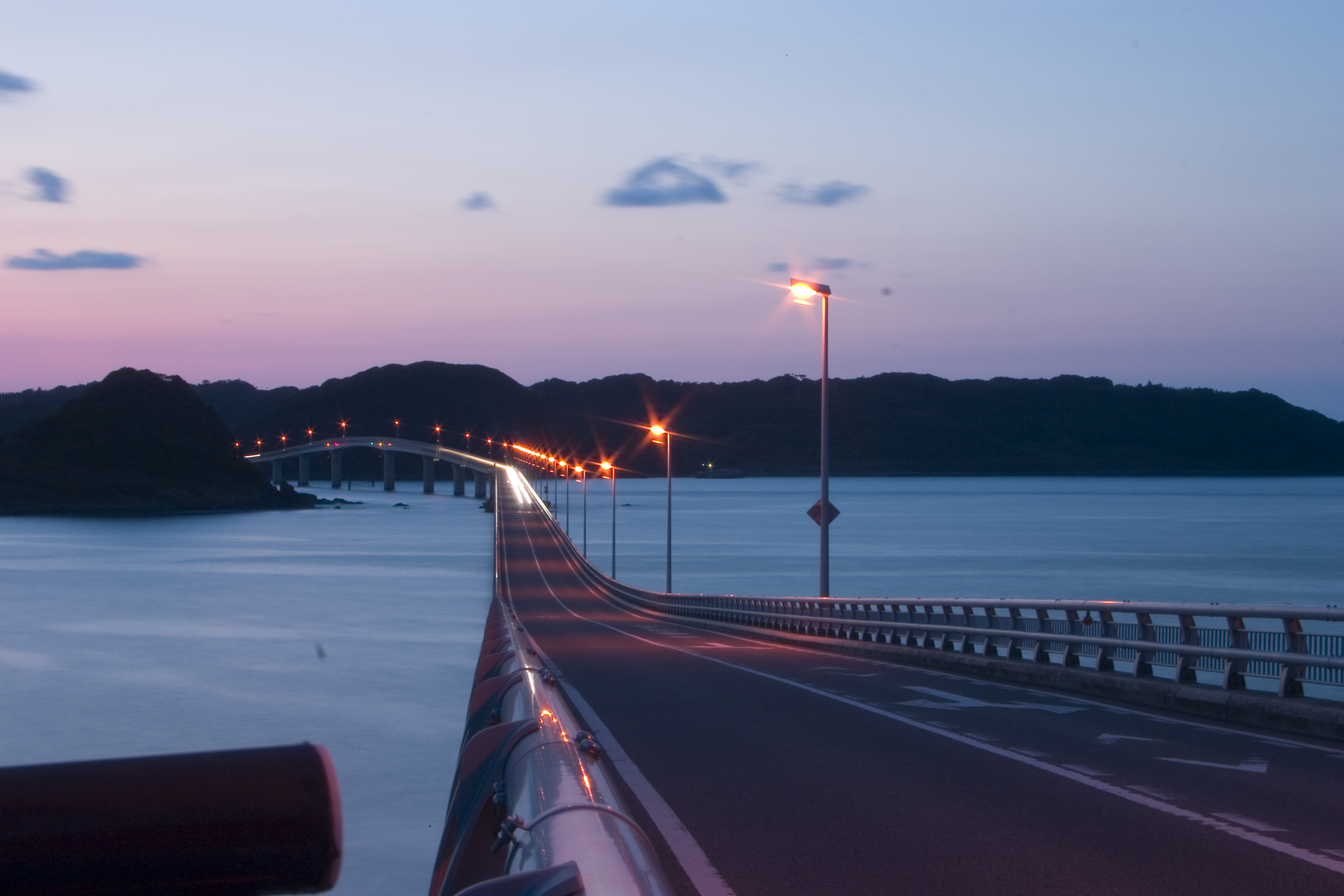
角島大橋夜景

## 註記
1. ↑  日文原文：
2. ↑  目前角島大橋在全日本不收通行費的跨海大橋長度中旁行第四，前三名依序是：位於沖繩縣，於2015年通車的伊良部大橋，全長3,540公尺；位於福岡縣，於2006年通車的新北九州機場連絡橋，全長2,100公尺；位於沖繩縣，於2005年通車的古宇利大橋，全長1,960公尺。